# Aisai, Aichi
Aisai (愛西市 Aisai-shi, Ái Tây) là một thành phố nằm ở vùng Owari tỉnh Aichi, Nhật Bản.

## Lịch sử
Aisai được thành lập vào ngày 1 tháng 4 năm 2005 dưới sự sáp nhập của 2 thị trấn Saya, Saori và 2 làng Hachikai, Tatsuta của quận Ama.

## Địa lý
Tính đến 1 tháng 1 năm 2010, thành phố có một dân số ước tính là 65.330 và mật độ dân số 980 người/km². Tổng diện tích là 66,63 km².